# Quinto Pedio Publícola
Quinto Pedio Publícola o también llamado Poplícola (finales del S.I a. C.) fue un político romano que procedía de una familia senatorial. 

## Familia
Publícola era hijo del cónsul Quinto Pedio y su mujer Valeria, hija de Marco Valerio Mesala Rufo y hermana de Marco Valerio Mesala Corvino. El padre de Pedio Publícola, Quinto Pedio era sobrino-nieto de Cayo Julio César el dictador y era primo de Cayo Julio César Octaviano Augusto.
El cognomen de Pedio, Publícola, significa "amigo del pueblo". Su madre le concedió este cognomen en honor a Lucio Gelio Publícola y también porque Publícola era un cognomen muy utilizado en la gens Valeria. Valeria tuvo varios ancestros que recibieron este sobrenombre.

## Biografía
Se conoce muy poco de la vida de Publícola. Sirvió como cuestor urbano en 41 a. C.. Se le recuerda como un gran orador. El gran poeta y escritor de sátiras, Horacio elogió la oratoria de Publícola y le menciona en sus escritos junto con su tío materno Valerio Mesala Corvino.

## Descendencia
Se desconoce la identidad de la mujer de Publícola, aunque el hijo fruto de este matrimonio que recibió el nombre de Quinto Pedio al igual que su abuelo fue un pintor sordo muy famoso, que estudió pintura gracias a un consejo de Mesala Corvino.